# Khaled
Khaled Hadž Brahim (arabsky خالد حاج ابراهيم‎; * 29. února 1960 Oran), známější pod jménem Khaled, je alžírský písničkář, zpěvák a multiinstrumentalista, hrající arabský lidový hudební styl zvaný Raï. Mezi jeho další hudební repertoár patří jazz, blues a pop. Již v raném mládí zpíval pod jménem Cheb Khaled, což v arabštině znamená „Mladý muž Khaled“ a postupně se stal nejznámějším alžírským zpěvákem vůbec. Stal se natolik populárním, že je v současností nazýván „Králem Raï“. Ovládá hru na akustickou kytaru, bendžo, housle, harmoniku, akordeon a syntezátor.

## Diskografie
Tento seznam neobsahuje Khaledovy nahrávky na audiokazetách, které v Alžíru vydával v mládí, na začátku své kariéry.

### Studiová alba
- 1985 Hada Raykoum
- 1988 Fuir, Mais Où?
- 1988 Kutché - duety se Safy Boutella
- 1992 Khaled
- 1993 N'ssi N'ssi
- 1996 Sahra
- 1999 Kenza
- 2004 Ya-Rayi
- 2007 Best Of Khaled
- 2009 Liberté
- 2012 C'est la vie

### Alba z koncertů
- 1998 Hafla
- 1999 1, 2, 3 Soleils + Rachid Taha a Faudel

### Kolekce
- 1991 Le Meilleur de Cheb Khaled
- 1992 Le Meilleur de Cheb Khaled 2
- 2005 Forever King
- 2005 Spirit of Rai
- 2005 Les Annees Rai
- 2006 Salou Ala Nabi
- 2006 Maghreb Soul - Cheb Khaled Story 1986–1990
- 2006 Anajit Anajit
- 2007 Best of

### Singly
Z alba Kutché (1988):
- "Chebba & Baroud" (1988)

Z alba Khaled (1992):
- "Didi" (1992)
- "Ne m'en voulez pas" (1992)
- "Di Di" (1997)

Z alba N'ssi N'ssi (1993):
- "Serbi Serbi" (1993)
- "Chebba" (1993)
- "N'ssi N'ssi" (1994)
- "Bakhta" (1995)

Z alba Sahra (1996):
- "Aïcha" (1996)
- "Le jour viendra" (1997)
- "Ouelli El Darek" (1997)
- "Lillah" (1997)

Z alba Kenza (1999):
- "C'est la nuit" (1999)
- "El Harba Wine" (2000)

Z alba Ya-Rayi (2004):
- "Ya-Rayi" (2004)
- "Zine Zina" (2004)

Samostatný singl, který nebyl na žádném albu:
- La terre a tremblé (2003)

Z alba  Indigènes (Days of Glory) - Movie (2006):
- "Ya Dzayer" (2006)
- "El Babour" (2006)

### Účast na koncertech s více zpěváky
Písně, se kterými účinkoval, jsou odsazeny více doprava, pod názvem koncertu.
- 1990 Springtime For The World, The Blow Monkeys
  - Be Not Afraid
- 1992 Sahara Blue, Hector Zazou
  - Amdyaz
- 1995 Concert Pour La Tolerance, Jean Michel Jarre
  - Revolution, Revolutions
  - ElDorado (UNESCO official anthem)
- 1995 Duos Taratata, Various Artists
  - Didi a Johnny Clegg
- 1995 Going Global Series Voila, Various Artists
  - Kebou
  - N'ssi N'ssi
  - Chebba
- 1995 Melon: Remixes for Propaganda, U2
  - Numb (Gimme Some More Dignity mix)
- 1997 Live à Bercy, Mylène Farmer
  - La poupée qui fait non
- 1997 Emilie Jolie, Various Artists
  - Chanson du herisson
- 1997 Sol En Si (Solidarité Enfants Sida), Various Artists
  - Mâardi
- 1998 1 Douar, Alan Stivell
  - Ensemble (Understand)
  - Crimes
- 1998 Konfusion, Ketama
  - Oasis de los Dioses
- 1999 L'palais de justice, Freeman
  - Bladi
- 1999 Ida y Vuelta, Tekameli
  - ¡ Oh Madre !
- 1999 Amarain, Amr Diab
  - Albey
- 2000 Balavoine Hommages ..., Various Artists
  - L'aziza
- 2000 Rapsody, Various Artists
  - Time for a Change
- 2000 XXème siècle, Les Enfoirés
  - Emmenez-moi
- 2000 Labyrinthe, Kertra
  - Le rêve de mon père
- 2001 Big Men, Raï Meets Raggae, Various Artists
  - Aich Rebel Sun
- 2002 City of Ideas (Ciudad de los Ideas), Vincente Amigo
  - Eyes of the Alhamra (Ojos de la Alhambra)
- 2002 Duets, Compay Segundo
  - Saludo A Chango
- 2004 Agir Réagir - Gad Elmaleh (Parrain), Elie Chouraqui, Amina, Youssou N'Dour, Alabina, Jean-Jacques Goldman, Sapho, Princess Erika, Sonia Lahcen, Samira Said, Lââm, Daniel Lévi, Jérôme Collet, Faudel, Idrissa Diop, Moïse N'Tumba (ex-chanteur de Tribal Jam), Christophe Heraut, Yves Lecoq et Cécile de France
- Agir Réagir
- 2004 Raï'N'B Fever, Kore & Skalp
  - Retour aux sources
- 2004 L'enfant du pays, Rim'K
  - L'enfant du pays
- 2004 Save the World, Enzo Avitabile & Bottari
  - Dance with me
- 2005 Borderless, Cameron Cartio
  - Henna
- 2006 Diana 2006, Diana Haddad
  - Mas and Louly
- 2006 À l'affiche (Best of), Les Négresses Vertes
  - Face à la mer (recorded in 1992)
- 2006 Morente sueña la Alhambra DVD, Enrique Morente
  - El Marsem
- 2007 Taxi 4, Melissa Lesite
  - Benthi
- 2007 Plein du monde, Bratsch
  - Bilovengo
  - Erjaii ya alf leila (Mille et une nuit sans toi)
- 2007 Airport, Andy
  - Salam

### Soundtracky
- 1993 Un deux trois soleil

- 1995 L'Âge des possibles
  - Didi

- 1995 Party Girl
  - Les Ailes

- 1997 100% Arabica
  - Wahrane Wahrane
  - Cameleons (Cheb Mami)

- 1997 The Fifth Element
  - Alech Taadi (Note: This song was featured in the film, but did not appear on the official soundtrack)

- 1999 Vila Madalena
  - El Arbi

- 2000 Origine Contrôlée
  - Wana Wana Aamel Eih
  - Dour Biha Ya Chibani

- 2002 The Truth About Charlie
  - Ragda

- 2003 The Good Thief
  - Minuit

- 2004 De l'autre côté

- 2006 Indigènes (Days of Glory)
  - Ya Dzayer (2 Versions)
  - Mort De Messaoud
  - Nostalgie
  - Sur la tombe
  - El Babour

- 2007 Taxi 4
  - Benthi (feat. Melissa Lesite)